# 希腊救世主勋章
希腊救世主勋章（羅馬化：Tágma tou Sotíros）是希腊的勋章。

## 勋位级别
希腊救世主勋章分为五等：
- 大十字（Μεγαλόσταυρος）
- 大指挥官（Ανώτερος Ταξιάρχης）
- 指挥官（Ταξιάρχης）
- 金十字（Χρυσούς Σταυρός）
- 银十字（Αργυρούς Σταυρός）